# أحمد عبد الله (لاعب كرة قدم كويتي)
أحمد إبراهيم عبد الله هو لاعب كرة قدم ولد في الكويت لعب منذ بداية مسيرته لنادي العربي الكويتي في مركز الدفاع انتقل بعدها ليلعب مع فريق نادي القادسية عام 2022.

## مسيرته
حقق اللاعب أحمد إبراهيم عبدالله عدداً من البطولات مع نادي العربي والقادسية الكويتيين.

### كأس السوبر الكويتي
1. 2012 بطولة كأس السوبر الكويتي مع نادي العربي.
2. 2021 بطولة كأس السوبر الكويتي مع نادي العربي

### كأس ولي العهد
1. 2014 بطولة كأس ولي العهد مع نادي العربي
2. 2021 بطولة كأس ولي العهد مع نادي العربي

### كأس الأمير
1. 2020 بطولة كأس الأمير مع نادي العربي

### كأس الاتحاد الكويتي
1. 2014 بطولة كأس الاتحاد الكويتي مع نادي العربي
2. 2023 بطولة كأس الاتحاد الكويتي مع نادي القادسية

### الدوري الكويتي
1. 2020 بطولة الدوري الكويتي مع نادي العربي